# Andrés Lira González
Andrés Lira González (Ciudad de México, 8 de julio de 1941) es un historiador, jurista, escritor y académico mexicano. Se ha especializado en el estudio de las ideas e instituciones jurídicas y políticas mexicanas. Fue profesor e investigador en El Colegio de Michoacán, del cual fue su segundo presidente entre 1985 y 1991 y actualmente lo es de El Colegio de México desde 1993, que presidió entre 1995 y 2005. Asimismo, es miembro de la Academia Mexicana de la Historia, de la que fue presidente entre 2011 y 2018.

## Estudios
Realizó sus primeros estudios en la Ciudad de México, en los colegios Metropolitano de la Luz, Instituto Patria y Franco Español. Ingresó a la Facultad de Derecho de la Universidad Nacional Autónoma de México, en donde cursó, de 1959 a 1963, la licenciatura. Realizó una maestría en el Centro de Estudios Históricos de El Colegio de México, de 1964 a 1968. Posteriormente, viajó a Estados Unidos para realizar un doctorado en el Departamento de Historia de la Universidad Estatal de Nueva York en Stony Brook.

## Docencia e investigación
Fue auxiliar de maestro del seminario de Sociología de la Facultad de Derecho de la UNAM, de 1962 a 1965, auxiliar de investigación en el Departamento de Historia de la Universidad Estatal de Nueva York, de 1968 a 1969, e impartió clases de historia en la Universidad Iberoamericana en 1969, y en la Escuela Nacional de Antropología e Historia, de 1970 a 1971.
Fue profesor e investigador de tiempo completo en El Colegio de México, de 1969 a 1982. En ese último año, se trasladó a Zamora para incorporarse a El Colegio de Michoacán, en donde también fue profesor e investigador y presidente de la institución (1985-1991). En 1993 regresó a la Ciudad de México para reincorporarse al Colegio de México. Formó parte del Sistema Nacional de Investigadores, como investigador nivel clase II, de 1984 a 1987, y nivel III, desde 1988.
En 1988, ingresó a la Academia Mexicana de la Historia como titular del sillón 3, y fue director de 2011 a 2018. En 1993, se reincorporó a El Colegio de México, y fue nombrado presidente de la institución, de 1994 al 2005.
Fue codirector del Seminario Historia del Derecho y la Justicia, auspiciado por el Instituto de Investigaciones Históricas de la UNAM y la Escuela Libre de Derecho de México.
El 27 de noviembre de 2013 fue designado como profesor emérito de El Colegio de México.

## Obras y publicaciones
Ha publicado más de sesenta artículos en diversas revistas y folletos, más de treinta ensayos y comentarios para diversas conferencias y ponencias. Ha realizado más de veinte prólogos, presentaciones y estudios introductorios de libros de historia. Entre sus libros, se encuentran los siguientes:
- El amparo colonial y el juicio de amparo mexicano (antecedentes novohispanos del juicio de amparo) (1972)
- La creación del Distrito Federal (1974)
- El positivismo durante el porfiriato, traducción de la obra de William D. Raat. (1975)
- La Iglesia en la primera República Federal mexicana, traducción de la obra de Anne Staples. (1976)
- Comunidades indígenas frente a la Ciudad de México. Tenochtitlan y Tlatelolco, sus pueblos y barrios, 1812-1919 (1983)
- Espejo de discordias: La sociedad mexicana vista por Lorenzo de Zavala, José María Luis Mora y Lucas Alamán (1985)
- Lucas Alamán (1997)
- La ciudad federal, México, 1824-1827 ; 1874-1884 : dos estudios de historia institucional (2012)
- Estudios sobre los exiliados españoles (2015)